# Oscar (bier)
Oscar is een Belgisch bier van hoge gisting.
Het bier wordt gebrouwen in Brouwerij Eutropius in Menen. 
Het is een blond bier met een alcoholpercentage van 6,6%, fruitig in aroma en smaak, medium body en met een tamelijk bittere afdronk.